# Биомеханика (театральная)
Биомеханика — театральный термин, введённый В. Э. Мейерхольдом для описания системы упражнений, направленных на развитие физической подготовленности тела актёра к немедленному выполнению данного ему актёрского задания.

Биомеханика стремится экспериментальным путём установить законы движения актёра на сценической площадке, прорабатывая на основе норм поведения человека тренировочные упражнения для актёра.

В 1918/1919 учебном году на основанных Мейерхольдом и актёром Леонидом Вивьеном в Петрограде Курсах сценического мастерства вводится курс «биомеханики», как гимнастики для актёров. Её преподает доктор Петров — ученик П. Ф. Лесгафта, из школы которого и пришёл термин «биомеханика». Термин пришёлся по вкусу Мейерхольду и, после его переезда в начале 1920-х годов в Москву, он сам стал преподавать «биомеханику» как «систему» сценического движения в ГВТМе (Государственные высшие театральные мастерские). «Систему» эту он основывал на концепциях У. Джемса о первичности физической реакции по отношению к реакции эмоциональной, В. М. Бехтерева о сочетательных рефлексах и Ф. У. Тейлора об оптимизации труда. 12 июня 1922 года в Малом зале Московской консерватории был представлен доклад Мейерхольда, опубликованный позже под названием «Актёр будущего и биомеханика». После доклада студенты ГВТМ продемонстрировали семь упражнений по театральной биомеханике.

## Тейлоризация театра
Американский инженер Ф. У. Тейлор разработал метод научной организации труда, включавший, в частности, экономию физической силы за счёт изгнания лишних, непроизводительных движений, ритмичности, правильного нахождения центра тяжести и устойчивости, экономию времени. На основании этого, Мейерхольд требует от актёра для реализации определённых заданий «экономии выразительных средств, которая гарантирует точность движений, способствующих скорейшей реализации задания». Для этого актёру требуется, чтобы его физический аппарат (тело) постоянно находилось в готовности. Для того чтобы владеть основами биомеханики, нужно точно ощутить центр тяжести своего тела, уметь концентрировать внимание, зрительно выбрав точку; а также обладать хорошей координацией движения.
Мейерхольд критиковал предложенный Станиславским метод переживания, когда актёр идёт к роли изнутри и настаивал на обратном пути, — от внешнего идти к внутреннему содержанию роли. Так, в отличие от метода Станиславского, когда персонаж увидел, например, собаку, затем испугался (психологическая оценка), затем побежал от неё, согласно Мейерхольду, человек вначале побежал (физическая, рефлекторная реакция), а уж затем испугался (осознание и анализ). Исследования Мейерхольда в области итальянского народного театра, где выразительность телодвижения, позы и жесты играют важную роль в создании спектакля, убеждают его, что интуитивному подходу к роли должен предшествовать её предварительный охват в целом, извне, проходить, соответственно, три стадии: намерение — осуществление — реакция (т. н. игровое звено). Также в основы биомеханики Мейерхольда легли разработки ритмических упражнений Жака-Далькроза.
В современном театре биомеханика является одним из неотъемлемых элементов подготовки актёра.